# Tegueste Centro
Tegueste Centro es una entidad de población perteneciente al municipio de Tegueste, en la isla de Tenerife —Canarias, España—, siendo la capital municipal.
La zona del casco antiguo de Tegueste, que comprende el área alrededor de la iglesia de San Marcos, está declarado Bien de Interés Cultural en la categoría de Conjunto Histórico.

## Características
Se localiza en la zona media del valle de Tegueste, abarcando también gran parte de la superficie del macizo de Anaga perteneciente al municipio de Tegueste, incluyendo parajes naturales como el barranco de la Goleta, la Mesa de Tejina o el monte de La Orilla. Tegueste Centro se encuentra a una altitud media de 550 m s. n. m., estando gran parte de su superficie incluida en el espacio natural protegido del parque rural de Anaga.
Está formado por los núcleos de Tegueste Casco, El Baldío y Los Laureles.
Aquí se localizan la mayoría de infraestructuras del municipio, como el edificio del ayuntamiento, el juzgado de paz, la comisaría de la policía local, el consultorio médico, el parque de bomberos, el cementerio municipal, la escuela municipal de música, etc. También se encuentran aquí varios parques públicos, parques infantiles y plazas, el Mercadillo del Agricultor de Tegueste, las iglesias de San Marcos y de La Asunción, una gasolinera, una oficina de Correos, varias entidades bancarias, instalaciones deportivas, el centro comercial Palmer, un teatro, el centro cultural Príncipe Felipe, una biblioteca pública, un centro de día, farmacias, el tanatorio municipal Nuestra Señora de Los Remedios, el Museo de La Romería, la Casa de la Juventud, el CEIP Teófilo Pérez, así como diversos comercios, bares y restaurantes.
Aquí destacan también elementos del patrimonio del municipio, como el Camino de Los Laureles, principal vía de comunicación con La Laguna hasta el siglo xix, la propia iglesia parroquial de 1701, o el Calvario y Fuente de La Placeta, construidos a mediados del siglo xix.

## Demografía
| Año        | 2000  | 2001  | 2002  | 2003  | 2004  | 2005  | 2006  | 2007  | 2008  | 2009  | 2010  | 2011  | 2012  | 2013  |
| ---------- | ----- | ----- | ----- | ----- | ----- | ----- | ----- | ----- | ----- | ----- | ----- | ----- | ----- | ----- |
| Habitantes | 4.573 | 4.870 | 3.162 | 3.221 | 3.327 | 3.416 | 3.505 | 3.593 | 3.749 | 3.875 | 3.916 | 3.991 | 3.989 | 4.060 |

## Fiestas
En Tegueste Centro se celebran las principales fiestas del municipio, dedicadas a San Marcos Evangelista y a la Virgen de los Remedios. La primera tiene lugar en el mes de abril con la tradicional y popular Romería de Tegueste, mientras que la segunda se celebra en septiembre, representándose La Librea, fiesta declarada Bien de Interés Cultural con la categoría de ámbito local.
La Librea consiste en que una especie de milicia de la época mandada por un capitán desfila en la procesión de la Virgen junto con danzantes y tres barcos sobre carretas tiradas por bueyes que representan a los principales barrios de la localidad. Según la tradición, el nacimiento de la fiesta está vinculado a una mortífera peste de landres que azotó la isla en 1582 y de la cual Tegueste se libró, según se cree, gracias a la intervención de la Virgen de los Remedios.

## Comunicaciones
Se llega al barrio principalmente a través de la Carretera General a Punta Hidalgo TF-13.

### Transporte público
El barrio cuenta con una parada de taxi en la Carretera General a Punta Hidalgo.
En autobús —guagua— queda conectado mediante las siguientes líneas de TITSA: 
| Línea | Trayecto                                            | Recorrido     |
| ----- | --------------------------------------------------- | ------------- |
| 050   | La Laguna - Tegueste - Bajamar - Punta del Hidalgo  | Horario/Línea |
| 051   | Circular La Laguna - Tejina - Tacoronte - La Laguna | Horario/Línea |
| 052   | La Laguna - Las Toscas (por El Socorro)             | Horario/Línea |
| 057   | Circular La Laguna - Tejina - Tacoronte - La Laguna | Horario/Línea |
| 0105  | La Laguna - Tegueste - Santa Cruz                   | Horario/Línea |

## Lugares de interés
- Ayuntamiento de la Villa de Tegueste
- Calvario y Fuente de La Placeta
- Iglesia de San Marcos
- Juzgado de Paz de Tegueste
- Museo de La Romería
- Sendero Los Laureles
- Teatro Tegueste
- Terrero Insular de Lucha Mencey Tegueste